# Eli Holman
Elijah Lee Holman, detto Eli (Richmond, 22 marzo 1989), è un cestista statunitense.